# Юйцзюлюй Футу
Юйцзюлюй Футу (кит.: 郁久閭伏圖; д/н — 508) — 10-й жужанський каган у 506—508 роках.

## Життєпис
Старший син кагана Нагая. Посів трон 506 року під ім'ям Тохань (Тахань)-каган (Каган-спадкоємець). Невдовзі відправив Гесі Уілуби до вейського імператора Сюань У-ді з пропозицією укласти мирний договір. Проте отримав відмову
У 507 році каган відправив імператору листа і соболині хутра з новою пропозицією миру. Сюань У-ді поставив за умову приборкання держави Гаоцзюй. 508 року Футу виступив проти неї, але зазнав поразки й загинув. Йому спадкував старший син Юйцзюлюй Чоуну.

## Девіз панування
- Шипін (始 平) — Небесний спокій